# La Vendéenne La Roche-sur-Yon
La Vendéenne La Roche-sur-Yon est un club omnisports basé à La Roche-sur-Yon, fondé en 1907.

## Sections sportives

### Basket-ball
L'équipe masculine de basket-ball dispute une saison parmi l'élite du basket-ball français. Les basketteurs terminent à la dernière place de leur poule lors du championnat de France de basket-ball 1957-1958 et sont donc relégués en deuxième division.
Elle est également finaliste de la coupe de France masculine des patronages en 1963.

### Rink hockey
Le section rink hockey est au XXIe siècle la seule section restante du club omnisports. Elle a remporté à 13 reprises le  championnat de France de Nationale 1 et à 6 reprises la coupe de France.